# 忉利天上寺
忉利天上寺（とうりてんじょうじ）は、兵庫県神戸市灘区摩耶山町にある摩耶山真言宗の大本山の寺院。山号は佛母摩耶山。本尊は十一面観音菩薩と仏母摩耶夫人尊。釈迦の生母である摩耶夫人を本尊とする日本唯一の寺である。通称は天上寺という。新西国三十三箇所第22番札所。

## 歴史
当寺は、大化2年（646年）に孝徳天皇の勅願で天竺の伝説的な高僧法道仙人によって開創されたと伝わる。本尊は釈迦自らが彫り上げたとされる一寸八分の秘仏・十一面観音像で、法道仙人が唐をへてわが国に持ってきたものであるという。
後に空海（弘法大師）が渡唐した際、梁の武帝自作の摩耶夫人尊像を持ち帰り当寺に奉安したことから、当寺があるこの山を「摩耶山」と呼ぶようになったとされる。寺号は摩耶夫人が転生した忉利天に因むものである。鎌倉時代末期の鎌倉幕府軍対赤松氏による摩耶山合戦で知られる摩耶山城を当寺とする説がある。
最盛期には多くの塔頭、僧坊を抱えており、最も栄えた頃は3,000人の僧を擁する摂津国第一の大寺だったと伝わる。宗派を越え、皇族・武将なども含めて広く信仰され、花山・正親町両天皇の御願所でもあった。
江戸時代には江戸幕府将軍徳川家光により摂津国の鎮護寺（護国寺）に選定され、紀州徳川家が将軍家の代参の役をつとめた。このため天上寺の紋は、天皇家より賜った五七の桐紋と徳川家より賜った三つ葉葵紋を合わせた二種紋となっている。
1976年（昭和51年）1月30日未明、賽銭泥棒による放火のため、仁王門や一部の塔頭・庫裏を除いて全焼した。現在は北方約1キロメートルにある摩耶別山（天上寺創生の地とされる）に場所を移して再建された。旧境内は摩耶山史跡公園として整備され、旧伽藍の解説板などが整備されているほか、焼け残った仁王門も残されており、石垣や石段なども往時を偲ばせる（北緯34度43分50.9秒 東経135度12分20.8秒 / 北緯34.730806度 東経135.205778度）。ただ、仁王門以外の建物（庫裏など）は整備されておらず、朽ちかけている。
2020年（令和2年）4月3日に高野山真言宗から独立し、新しい包括宗教法人として摩耶山真言宗を設立し、その総本山となった。

## 本尊
本尊は「十一面観音菩薩」と「仏母摩耶夫人尊」。
- 「十一面観音菩薩像」は一寸八分（約6センチメートル）の黄金の秘仏で通常は拝観できない。開帳は33年毎に行われるという。釈迦が作ったもので法道仙人が持参してきたものといわれる[2]。大阪湾一円および摩耶山の四周に開けた諸国（摂津国・播磨国・河内国・和泉国・淡路国等）の守護仏とされた[2]。
- 「仏母摩耶夫人尊像」は極彩色等身大の仏像。1976年（昭和51年）の火災により焼失したため新しく作られ、金堂に収められていた。摩耶夫人堂は2002年（平成14年）10月に再建されて落慶法要が営まれ、仏母摩耶夫人尊像が金堂から遷座された。

## 境内
- 金堂（本堂） - 1985年（昭和60年）再建[2]。
- 権現社 - 2010年（平成22年）再建[2]。伽藍神である釈帝権現を祀る。
- 摩耶夫人堂 - 2002年（平成14年）再建[2]。全国唯一の摩耶夫人を祀る堂。
- 密教学講伝所
- 一願地蔵堂 - 2005年（平成17年）再建[2]。
- 法道仙人石像
- 天空の大舞台 - 2005年（平成17年）築[2]。
- 庭園「摩耶天空之庭」 - 「仙人来朝之庭」と「摩耶創生之庭」からなる枯山水庭園。庭園史家の西桂による作庭[4]。
  - 庭園「仙人来朝之庭」
  - 庭園「摩耶創生之庭」
- 鐘楼 - 1989年（平成元年）再建[2]。
- 書院
- 金輪堂 - 1983年（昭和58年）再建[2]。一字金輪を祀る。
- 本坊 - 庫裏。
- 天竺堂 - 1979年（昭和54年）再建[2]。
- 西山門 - 2010年（平成22年）建立[2]。
- 旧境内地 - 現在は摩耶山史跡公園となっている。
- 仁王門 - 摩耶山史跡公園にある。

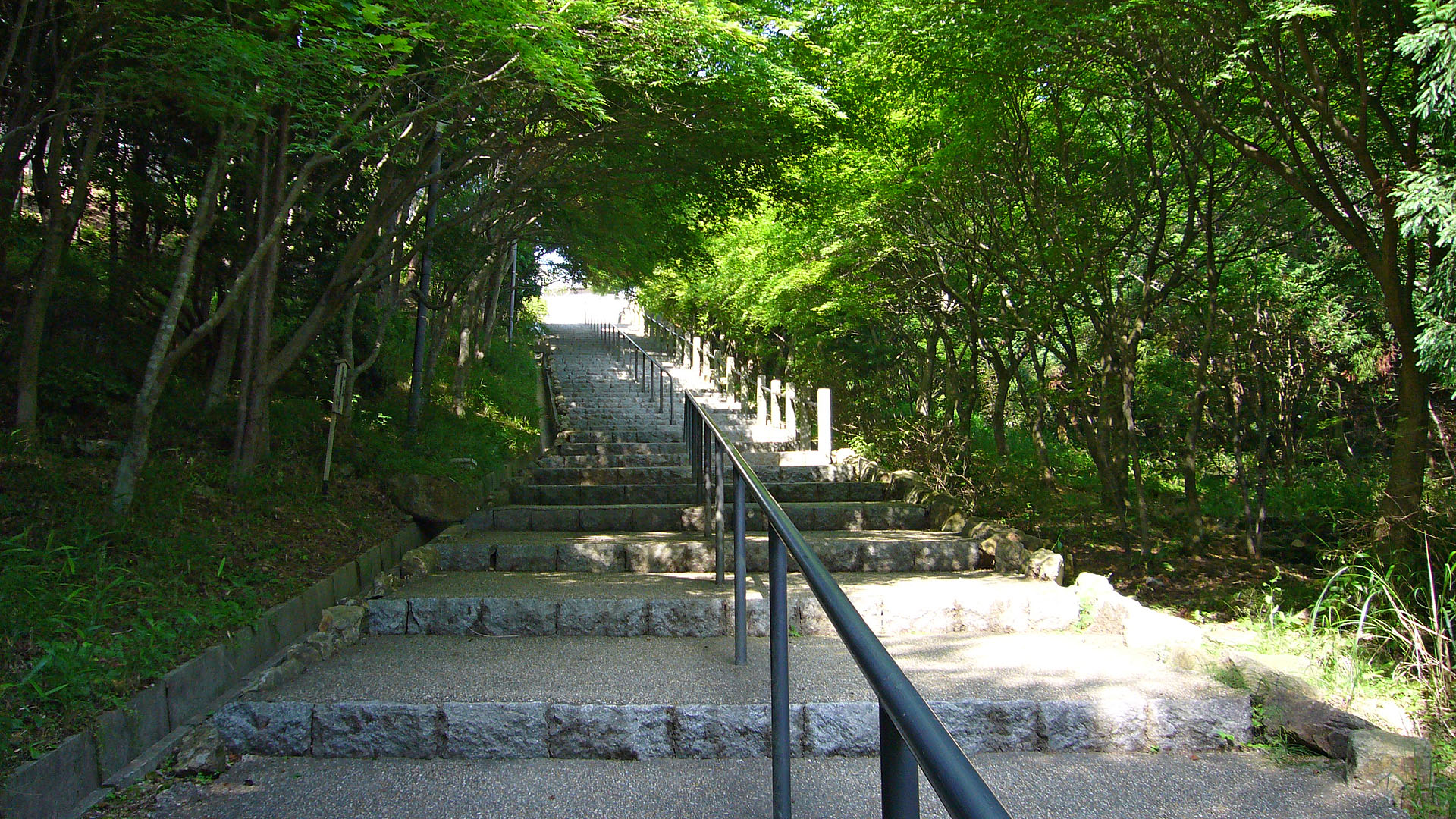
参道の石段
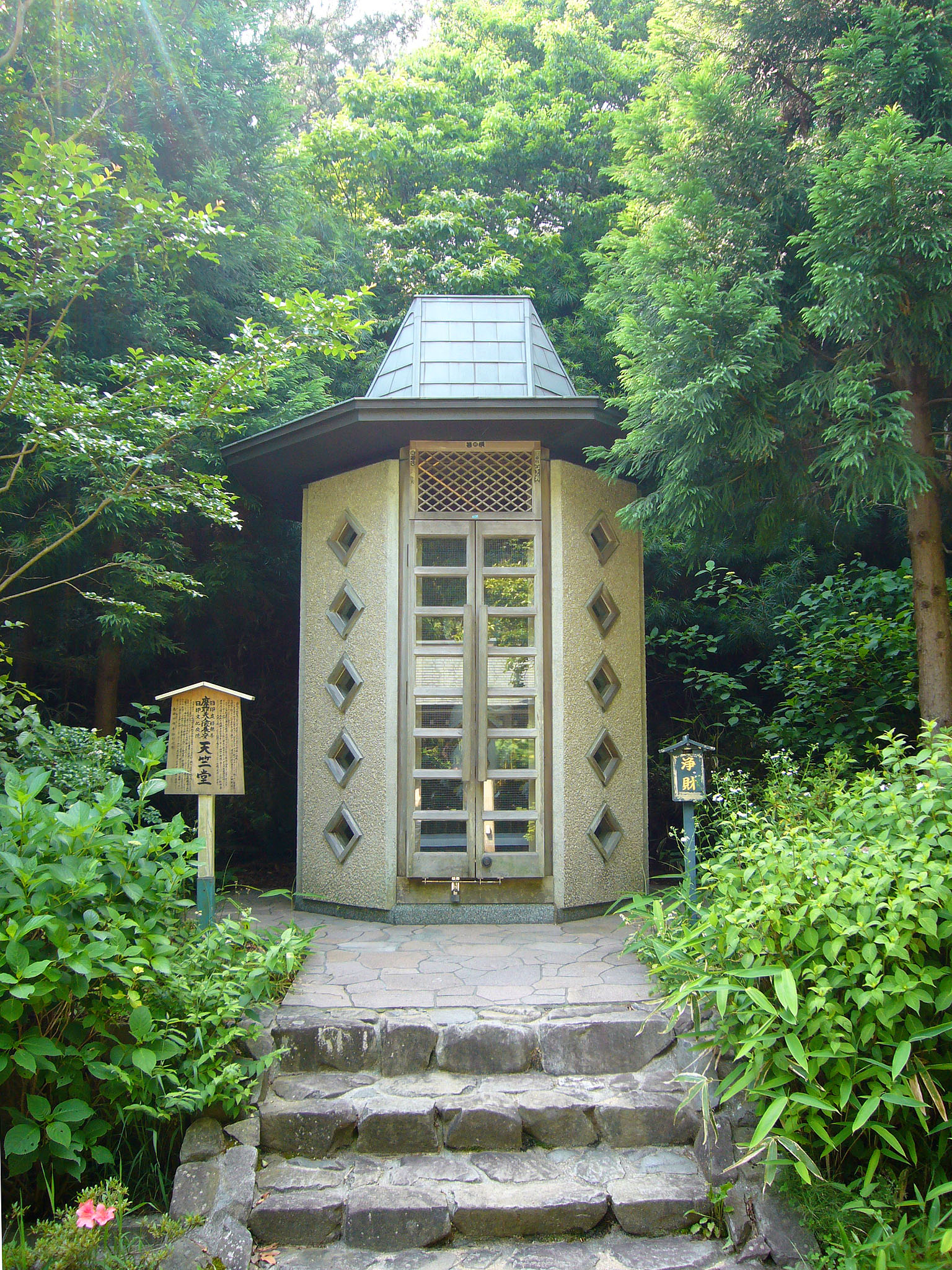
天竺堂
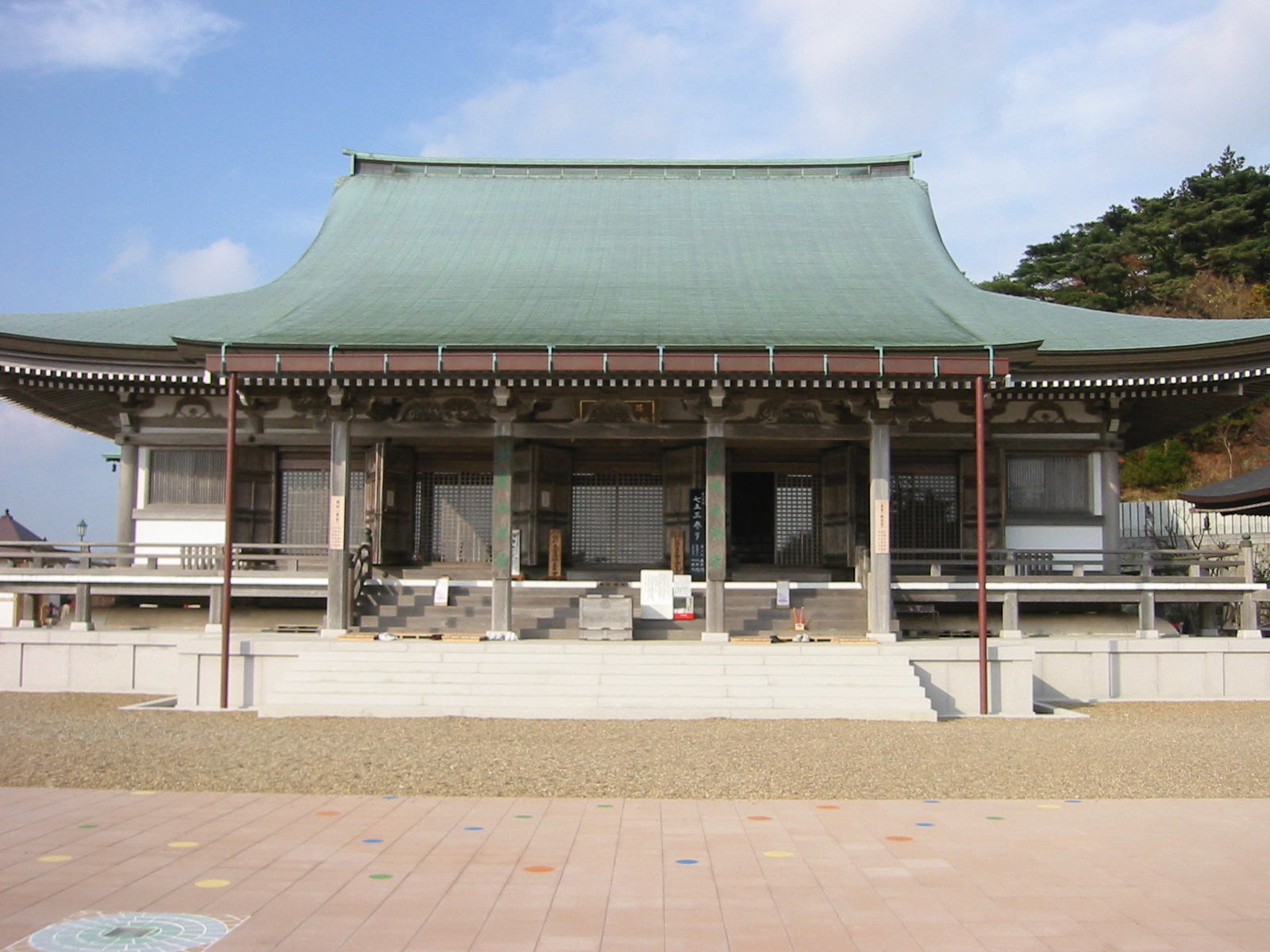
本堂
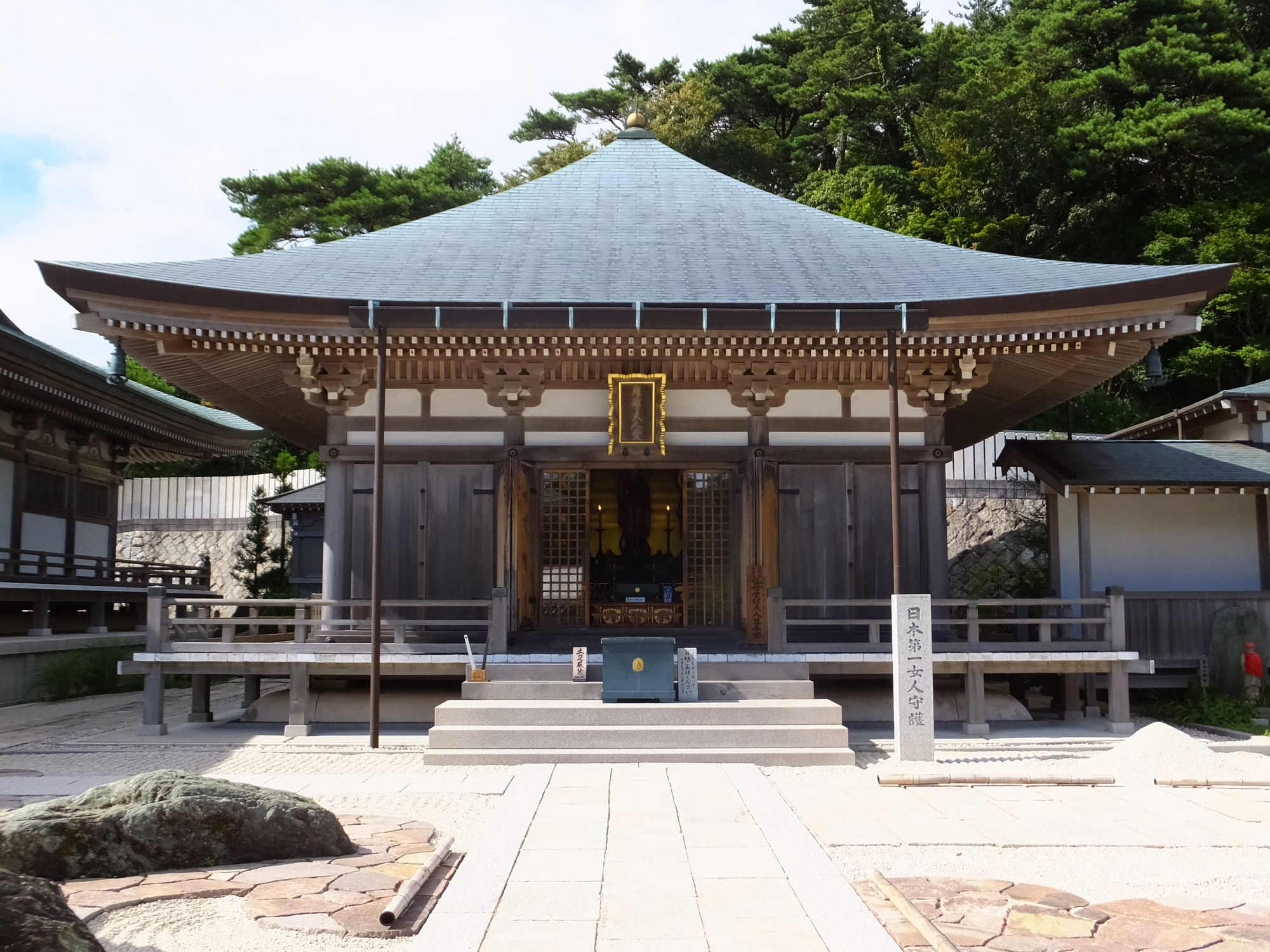
摩耶夫人堂
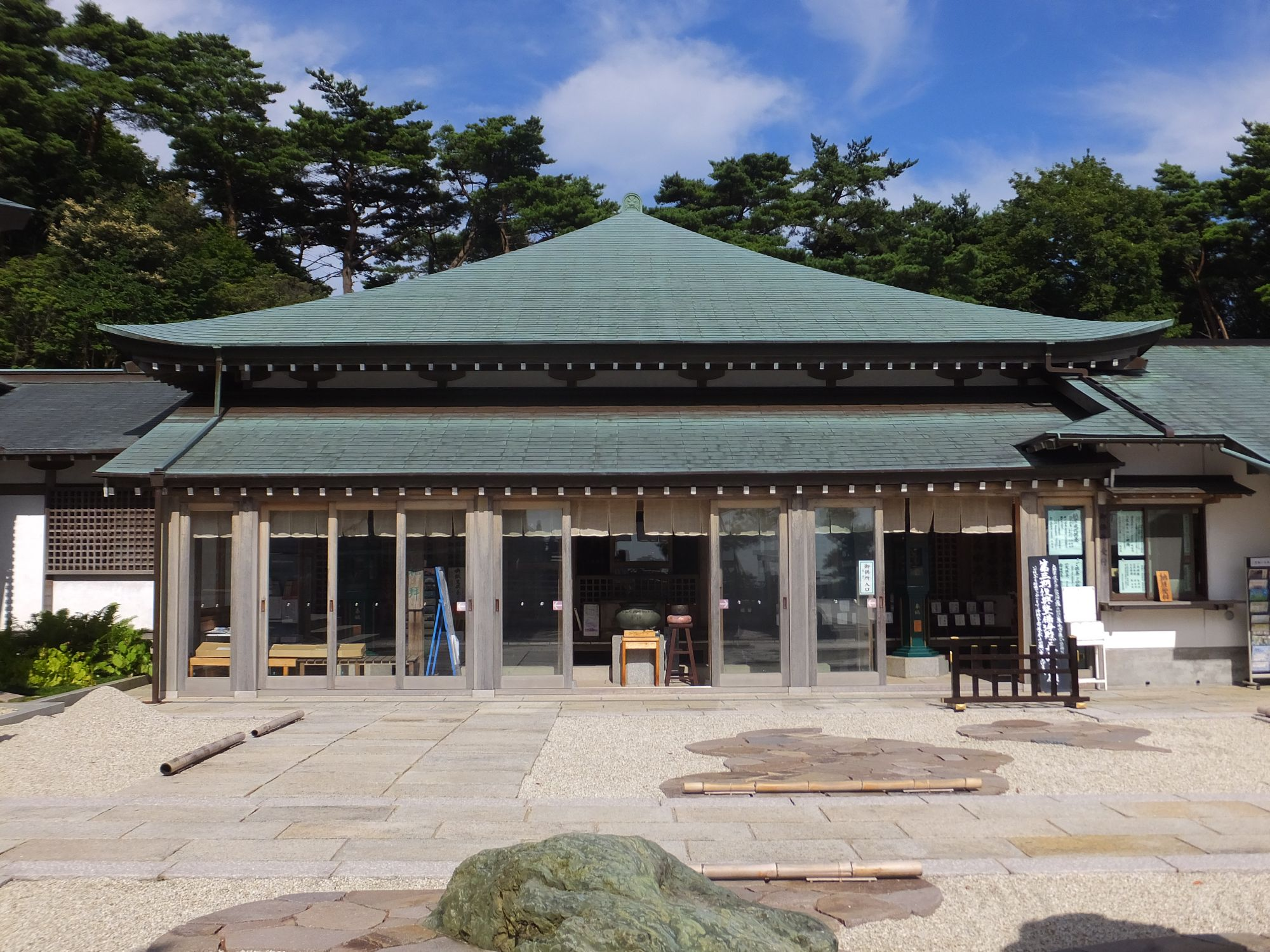
金輪堂
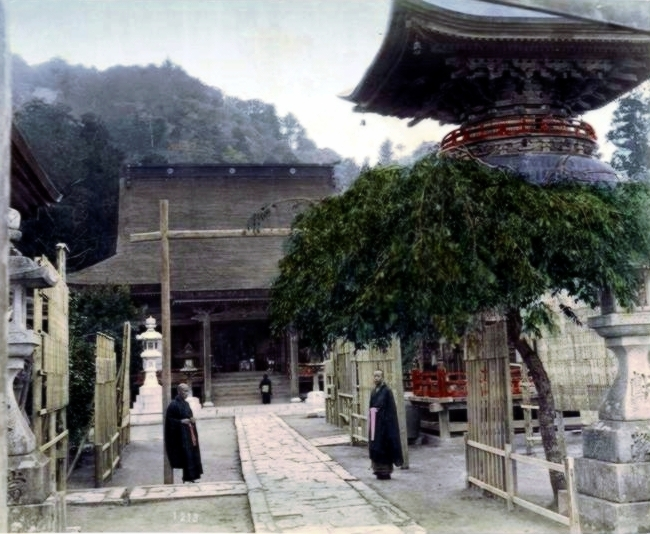
旧天上寺
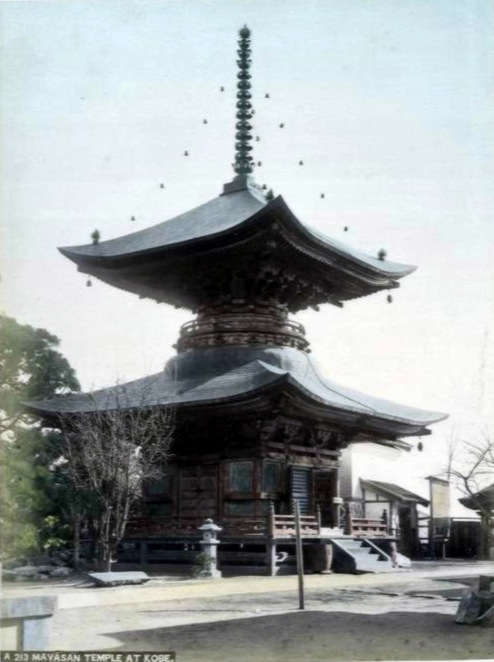
旧多宝塔
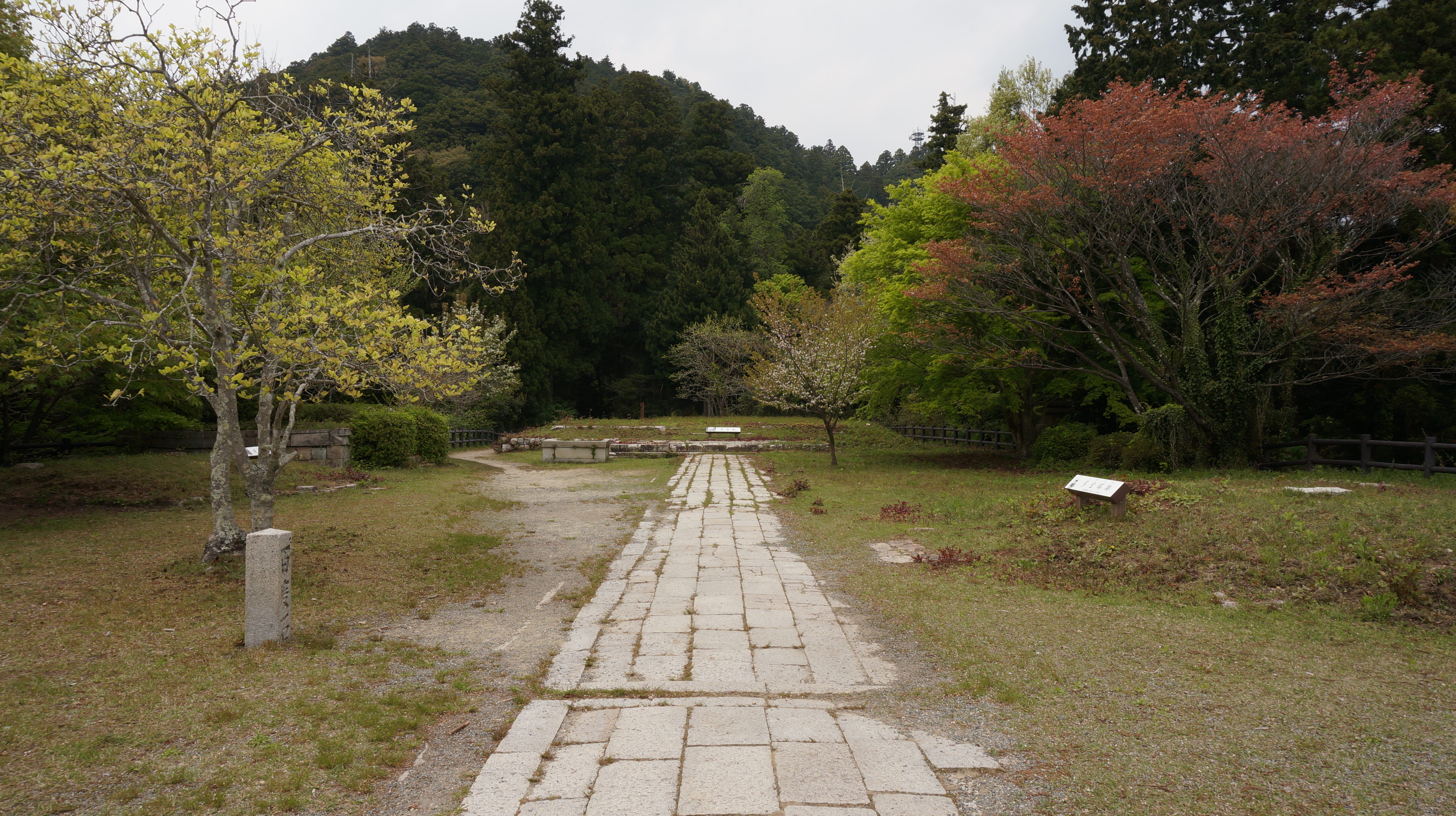
旧境内。正面に本堂、左側に護摩堂、右側に多宝塔があった（2017年5月撮影）。
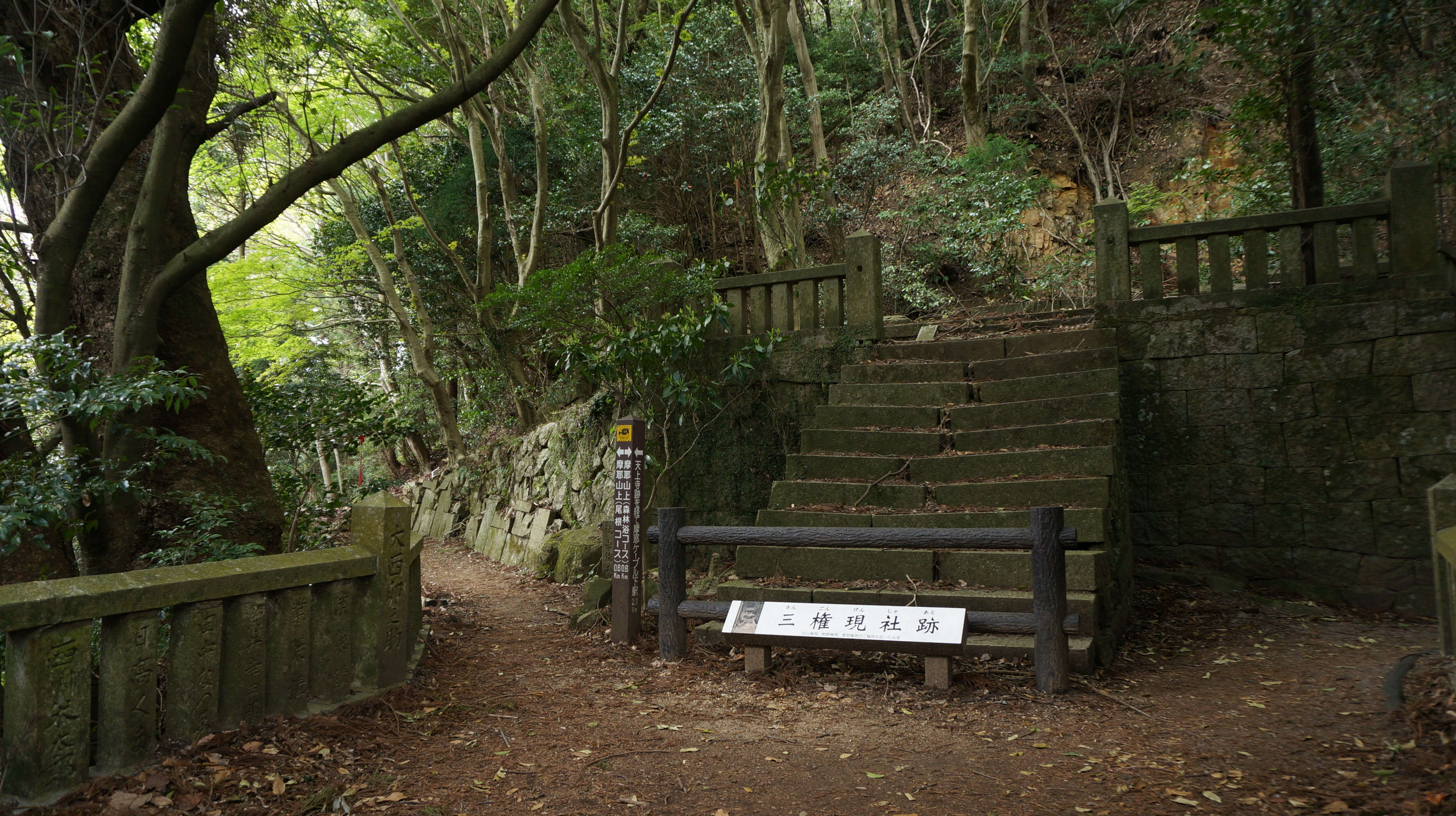
旧天上寺三権現社（さんごんげんしゃ）跡。白山権現、熊野権現、愛宕権現が祀られていた（2017年5月撮影）。

## 文化財

### 兵庫県指定有形文化財
- 紺紙金字妙法法華経 8巻 - 伝・待賢門院御筆。

### 神戸市指定有形文化財
- 絹本著色弥勒曼荼羅

## 前後の札所
新西国三十三箇所
21 神呪寺　-　22 天上寺　-　23 能福寺
関西花の寺二十五霊場
9 鶴林寺　-　10 天上寺　-　11 永澤寺
西国愛染十七霊場
3 鏑射寺　-　4 天上寺　-　5 大龍寺
摂津国八十八箇所
79 円満寺　-　80 天上寺　-　81 聖徳院
摂津国三十三箇所
3 神呪寺　-　4 天上寺　-　5 瀧勝寺
神戸十三仏霊場
1 転法輪寺　-　2 天上寺　-　3 如意寺
神戸七福神 布袋尊
福原西国三十三観音霊場
客番打納 阿弥陀寺　-　客番奥之院 天上寺
神仏霊場巡拝の道
68 廣田神社　-　69 天上寺　-　70 湊川神社

## 所在地
- 兵庫県神戸市灘区摩耶山町2-12

## 拝観
- 拝観料：無料
- 拝観時間：8時 - 17時
- 駐車場：山門近くに有料市営駐車場50台

## アクセス
- JR神戸線 三ノ宮駅、神戸新交通ポートアイランド線 三宮駅、阪急神戸本線・神戸高速線 神戸三宮駅、神戸市営地下鉄西神・山手線 三宮駅、阪神電鉄本線 神戸三宮駅、神戸市営地下鉄海岸線 三宮・花時計前駅より三宮駅バスのりばへ。そこから神戸市バス・18系統に乗車し、「摩耶ケーブル下」で下車。摩耶ケーブル・摩耶ロープウェー（まやビューライン夢散歩）を乗り継ぎ山上へ。山上にある星の駅から徒歩約10分。
- JR山陽新幹線・神戸市営地下鉄 新神戸駅、JR東海道本線（JR神戸線） 六甲道駅、阪急神戸本線 六甲駅から神戸市バス・18系統に乗車し、「摩耶ケーブル下」で下車。摩耶ケーブル・摩耶ロープウェー（まやビューライン夢散歩）を乗り継ぎ山上へ。山上にある星の駅から徒歩約10分。
  - 18系統バスの運行頻度は1時間に1 - 2本程度。「摩耶ケーブル下」停留所の南へ約500メートルの地点に2系統バスの「観音寺」停留所があり、こちらは運行本数が多い。
  - 摩耶ケーブルの始発は10時で、通常20分毎の運転、摩耶ロープウェーの始発は10時10分で、通常20分毎の運転。ただし、ケーブル、ロープウェー共に夏季を除き毎週火曜日は運休（2007年12月現在）。
- 2022年（令和4年）11月まで阪急六甲駅からは寺の前まで本数は少ないが直通バスがあった。夏休み以外の平日は運休していた。六甲登山バスの廃止により、山門前までバスを利用したい場合は、六甲ケーブル山上駅と摩耶ロープウェー山上駅の間を運行している六甲摩耶スカイシャトルバスで摩耶山天上寺前バス停で下車する方法が毎日利用できる。なお、冬季や平日は本数が少なくなる。